# 安藤三郎
安藤 三郎（あんどう さぶろう、1883年（明治16年）12月24日 - 1963年（昭和38年）8月1日）は、日本陸軍の軍人。最終階級は陸軍中将。

## 経歴
旧黒羽藩家老・安藤小次郎の長男として生れる。東京府立第四中学校を経て、1905年（明治38年）11月、陸軍士官学校（第18期）を卒業。翌年6月、歩兵少尉に任官し歩兵第8連隊付となる。歩兵第66連隊付などを経て、1917年（大正6年）11月、陸軍大学校（第29期）を卒業した。
歩兵第66連隊中隊長、陸士教官、参謀本部員、中国政府招聘（北京陸軍大学校教官）、歩兵第40連隊付などを歴任し、1925年（大正14年）5月、航空兵科に転じ航空兵少佐となり下志津陸軍飛行学校教官に就任した。陸大教官、飛行第7連隊長、陸軍航空本部第1課長などを経て、1934年（昭和9年）12月、陸軍少将に進級。
航空本部付、欧州出張、陸軍航空技術学校長、航空本部第1部長、第2飛行集団長などを歴任し、1938年（昭和13年）3月、陸軍中将となった。下志津飛行学校長の後、航空兵団司令官として満州の防空に当った。軍事参議官を経て、1942年（昭和17年）8月、予備役に編入された。1944年（昭和19年）8月から1946年（昭和21年）3月にかけて立川飛行機社長を務めた。その後、公職追放となった。

## 栄典
勲章等
- 1942年（昭和17年）4月13日 - 勲一等旭日大綬章[6]

外国勲章佩用允許
- 1941年（昭和16年）12月9日 - 満州帝国：建国神廟創建記念章[7]

## 親族
- 弟 瀬谷啓（陸軍中将）[1]